# Karl Max Barthélémy
Karl Max Barthélémy (ur. 18 kwietnia 1988 w Ndżamenie) – czadyjski piłkarz występujący na pozycji napastnika. Zawodnik klubu Gazelle FC.

## Kariera klubowa
Barthélémy karierę rozpoczynał w 2007 roku w zespole Tourbillon FC. W 2008 roku zdobył z nim Puchar Czadu oraz Superpuchar Czadu. W 2009 roku przeszedł do kameruńskiej drużyny Coton Sport FC de Garoua. W 2010 roku zdobył z nią mistrzostwo Kamerunu.
W tym samym roku Barthélémy odszedł do gabońskiego Missile FC, z którym w 2011 roku wywalczył mistrzostwo Gabonu. Po tym sukcesie wyjechał do Maroka, gdzie został graczem klubu Difaâ El Jadida. Grał też w Club Africain i CF Mounana. W 2015 trafił do Nejmeh SC. Następnie grał w: Union Aït Melloul (2016-2017), Perak FC II (2018), Nogoom FC (2018-2019) i Semen Padang (2019-2020). W 2022 został zawodnikiem Gazelle FC.

## Kariera reprezentacyjna
W reprezentacji Czadu Barthélémy zadebiutował 22 lutego 2007 w wygranym 1:0 towarzyskim meczu z Beninem. 19 czerwca 2010 roku w zremisowanym 1:1 towarzyskim meczu z Nigrem strzelił pierwszego gola w drużynie narodowej. Od 2007 do 2020 rozegrał w kadrze narodowej 24 mecze i strzelił 2 gole.